# Letuce
I Letuce sono stati un duo musicale brasiliano formato da Letícia Novaes e Lucas Vasconcellos. Sono stati attivi dal 2008 al 2016.

## Storia del gruppo
Il duo si è formato grazie alla relazione nata nel 2007 tra la cantante Letícia Novaes, allora impegnata in un gruppo di musica rock chiamato Leticias e in uno di musica elettronica chiamato Menage à trois, e l'insegnante di musica e polistrumentista Lucas Vasconcellos, al tempo impegnato con il gruppo da lui fondato Binário, di cui la Novaes era un'ammiratrice. Dopo aver composto alcuni brani, nel 2008 i Letuce (soprannome della Novaes) hanno tenuto i primi concerti, e l'anno successivo hanno pubblicato l'album d'esordio, Plano de Fuga pra Cima dos Outros e de Mim ("Un piano di fuga per gli altri e per me") raccogliendo ampi consensi della critica.  Nel 2011 sono stati premiati al Festival del Cinema di Gramado per la miglior colonna sonora per il film Riscado di Gustavo Pizzi.  Nel 2013 i due si sono separati sentimentalmente, pur restando legati professionalmente fino alla fine del 2016. Dopo lo scioglimento del duo la Novaes e Vasconcellos hanno intrapreso carriere soliste.

## Discografia
- Plano de Fuga pra Cima dos Outros e de Mim (2009)
- Manja Perene (2012)
- Estilhaça (2015)